# Rugby School

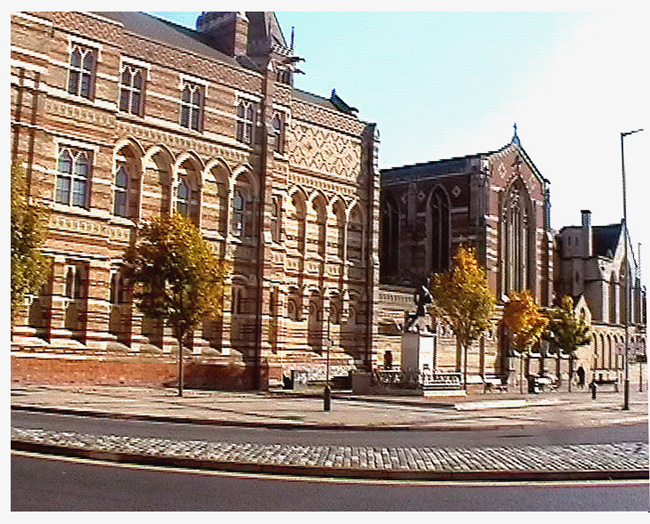
Fachada da Rugby School, na Inglaterra

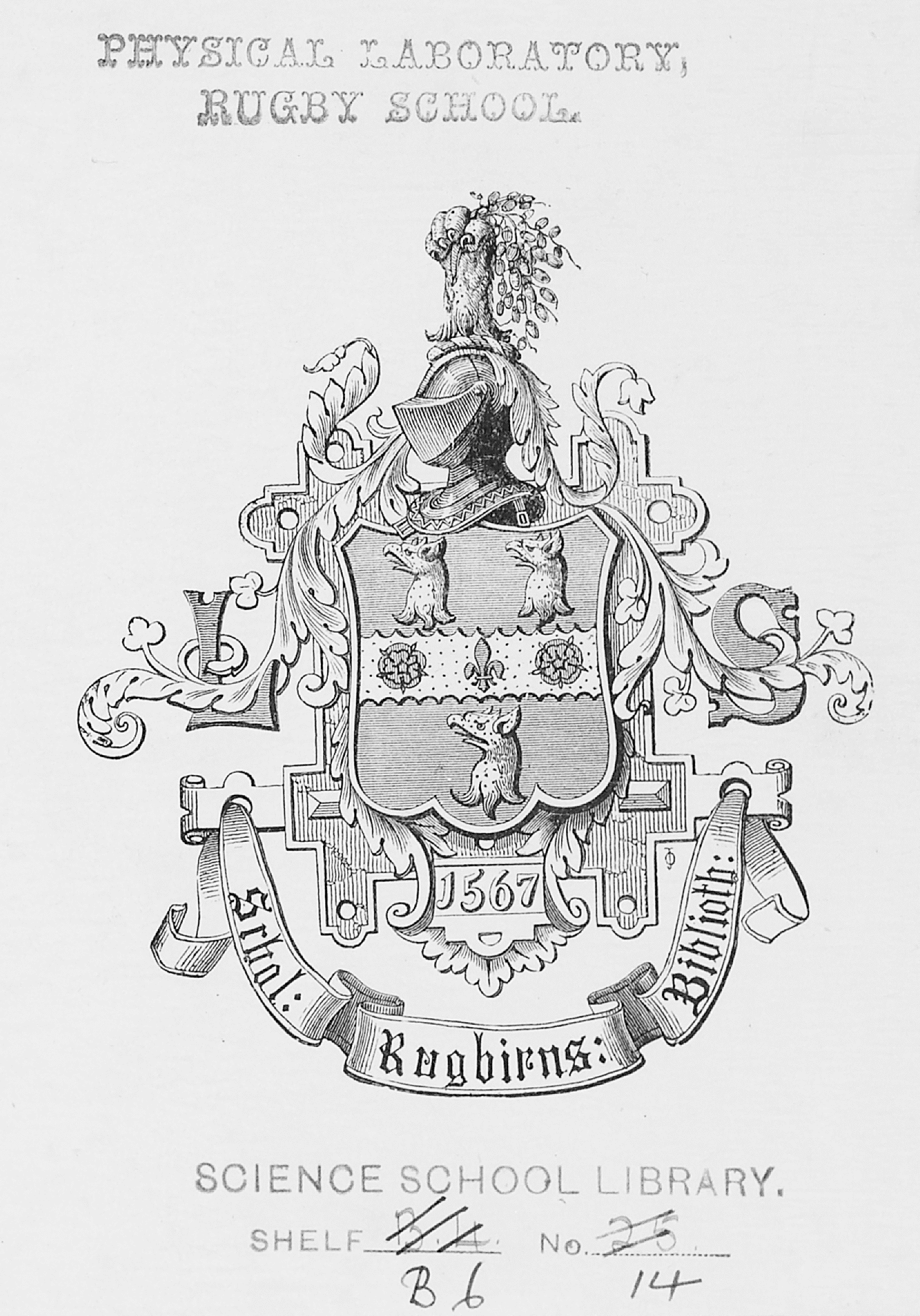
Ex libris from Rugby School. From BEIC

A Rugby School, escola localizada na cidade de Rugby, Inglaterra, no Reino Unido, é considerada uma das principais casas educacionais internas do Reino Unido e é uma das mais antigas escolas públicas na Inglaterra.
A Rugby School foi fundada em 1567 como uma disposição da vontade de Lawrence Sheriff, que fez sua fortuna fornecendo mantimentos para a rainha Elizabeth I. É uma das nove escolas públicas inglesas, tal como definido pelo Ato das Escolas Públicas, de 1868, e uma de algumas poucas escolas públicas inglesas que teriam criado o ideal do cavalheiro vitoriano e a importância das escolas públicas como campo de treinamento para o serviço ao Império Britânico durante o século XIX.
É considerado o berço do esporte que leva o seu nome.